# Engineering Applications of Artificial Intelligence
Engineering Applications of Artificial Intelligence is een internationaal, aan collegiale toetsing onderworpen wetenschappelijk tijdschrift op het gebied van de regeltechniek en de kunstmatige intelligentie. De naam wordt in literatuurverwijzingen meestal afgekort tot Eng. Appl. Artif. Intell. Het wordt uitgegeven door Elsevier en verschijnt 8 keer per jaar.